# Sears
Sears (oficialment Sears, Roebuck & Company) és una cadena estatunidenca de grans magatzems fundada per Richard Warren Sears i Alvah Curtis Roebuck al segle xix. El 2005, Sears va formar una aliança amb Kmart, i junts van crearla Sears Holdings Corporation. Actualment s'ha declarat en fallida.
Des dels inicis com a companyia de venda per catàleg, l'empresa va créixer fins a convertir-se en el major minorista dels Estats Units a mitjan segle xx, i els seus catàlegs es van fer famosos. La competència i els canvis en la demografia de la seva base de clients van desafiar a la companyia després de la Segona Guerra Mundial ja que els seus bastions rurals es van reduir i van augmentar els mercats suburbans. Amb el temps el seu programa de catàlegs va ser descontinuat gradualment.
Va obrir la seva primera tenda espanyola a Barcelona el 30 de març de 1967, mentre que a Madrid la seva primera tenda va ser inaugurada el 8 d'abril de 1970. Després del seu tancament al gener de 1983 els seus immobles van ser ocupats per Galeries Preciados, llavors pertanyent al Grup Rumasa.

Logotip de Sears entre 2004 i 2010.

El logo de Sears usat actualment en la majoria de la senyalització dels magatzems va ser creat en 1984. Prèviament, el logo de Sears va consistir en la paraula "Sears" en un rectangle. Ara consisteix en el text blau, Sears, amb una línia blanca separant cada lletra a baix al llarg de la seva longitud. A finals de 2004, la insígnia va ser canviada a majúscules al cas barrejat per als catàlegs i altres mètodes de comercialització. Sears Mèxic continua a utlitlzar l'antic logo.
El 17 de novembre de 2004, Kmart va anunciar la intenció de comprar Sears. Com a part de l'aliança, Kmart Holdings Corporation canviaria el seu nom en Sears Holdings Corporation. La nova corporació va anunciar que continuaria a utilitzar les marques de Sears i de Kmart a les seves botigues.